# Birgit Prinz
Birgit Prinz, nemška nogometašica, * 25. oktober 1977, Frankfurt ob Majni.
Avgusta 2011 je zaključila nogometno kariero.
Birgit je dvakratna svetovna prvakinja 2003 in 2007, svetovna podprvakinja 1995, olimpijska bronasta medalja 2000, 2004, 2008 evropska prvakinja 1995, 1997, 2001, 2005 in 2009. Razglašena je bila za najboljšo nogometašinjo na svetu leta 2003 , 2004 in 2005. 
Je dobitnica pokala  UEFA 2002, 2006 in 2008, večkratna nemška prvakinja 1995, 1998 (FSV Frankfurt), 1999,  2001, 2002, 2003, 2005, 2007, 2008 (1.FFC Frankfurt), nemška pokalna zmagovalka (DFB) 1995, 1996 (FSV Frankfurt), 1999, 2000, 2001, 2002, 2003, 2007, 2008 in 2011 (1.FFC frankfurt).
Igrala je tudi v ameriški profesionalni ligi WUSA za klub Carolina Courage, s katerim katerim je leta 2002 osvojila pokal, 2003 pa je bila liga ukinjena zaradi finančnih težav. Po osvojenem naslovu svetovne prvakinje lete 2003 je prejela tudi ponudbo italijanskega kluba, da bi igrala v italijanski moški ligi, a je to ponudbo zavrnila.
Prvo tekmo v dresu nemške reprezentance je odigrala s 16. leti, 27. julija 1994 proti Kanadi, ko je na igrišču zamanjala Heidi Mohr in v 89. minuti slavila svoj prvi gol za nemško reprezentanco. Leta 1995 je bila najmlajša udeleženka v finalu svetovnega prvenstva.
Za reprezentanco je odigrala 205 tekem, v katerih je dosegla 126 golov.